# NGC 1397
NGC 1397 è una galassia lenticolare situata nella costellazione dell'Eridano, a una distanza di circa 258 milioni di anni luce dalla nostra Via Lattea.

## Scoperta
La galassia è stata scoperta il 30 settembre 1786 dall'astronomo britannico di origine tedesca William Herschel.

## Descrizione
Le recenti immagini mostrano chiaramente che il nucleo della galassia è circondato da un anello, indicato con (r) nella classificazione morfologica; l'intera galassia è inoltre circondata anche da un anello esterno, come evidenziato dal codice (R) nella descrizione morfologica.
Data la sua luminosità superficiale pari a 14,47, NGC 1397 può essere classificata come una galassia a bassa luminosità superficiale (nella letteratura in lingua inglese abbreviata in LSB, acronimo di Low Surface Brightness). Le galassie LSB sono galassie di tipo diffuso (D) con una luminosità superficiale inferiore di almeno una magnitudine a quella del cielo notturno circostante.